# Prehistorie van Frankrijk
De prehistorie van Frankrijk omvat de vroegste periode in de menselijke bewoning van het gebied van het huidige Frankrijk. Ze duurde van de vroege steentijd tot de ijzertijd, en eindigde met de Romeinse verovering van Gallië, wanneer het grondgebied het domein van de geschreven geschiedenis betreedt.
Het Pleistoceen werd gekenmerkt door lange ijstijden vergezeld van mariene regressies, afgewisseld met min of meer regelmatige tussenpozen van mildere maar kortere interglaciale stadia. De menselijke bevolking bestond in deze periode uit nomadische jager-verzamelaars. Verschillende menselijke soorten volgden elkaar op tot de komst van de moderne mens in het laatpaleolithicum.
Het oudste spoor van menselijke bewoning in Frankrijk dateert van meer dan 1,57 miljoen jaar BP. De vroegst bekende fossiele mens is de Tautavelmens, die dateert van 570.000 BP. De neanderthaler wordt in Frankrijk geattesteerd vanaf ongeveer 335.000 BP. De vroege moderne mens (Homo sapiens) is getuigd vanaf 42.000 BP.
In het neolithicum, dat in het zuiden van Frankrijk begint in het midden van het 6e millennium v.Chr., verschenen de eerste landbouwers. De eerste megalieten werden gebouwd in het begin van het 5e millennium v.Chr.

## Paleolithicum

### Vroegpaleolithicum

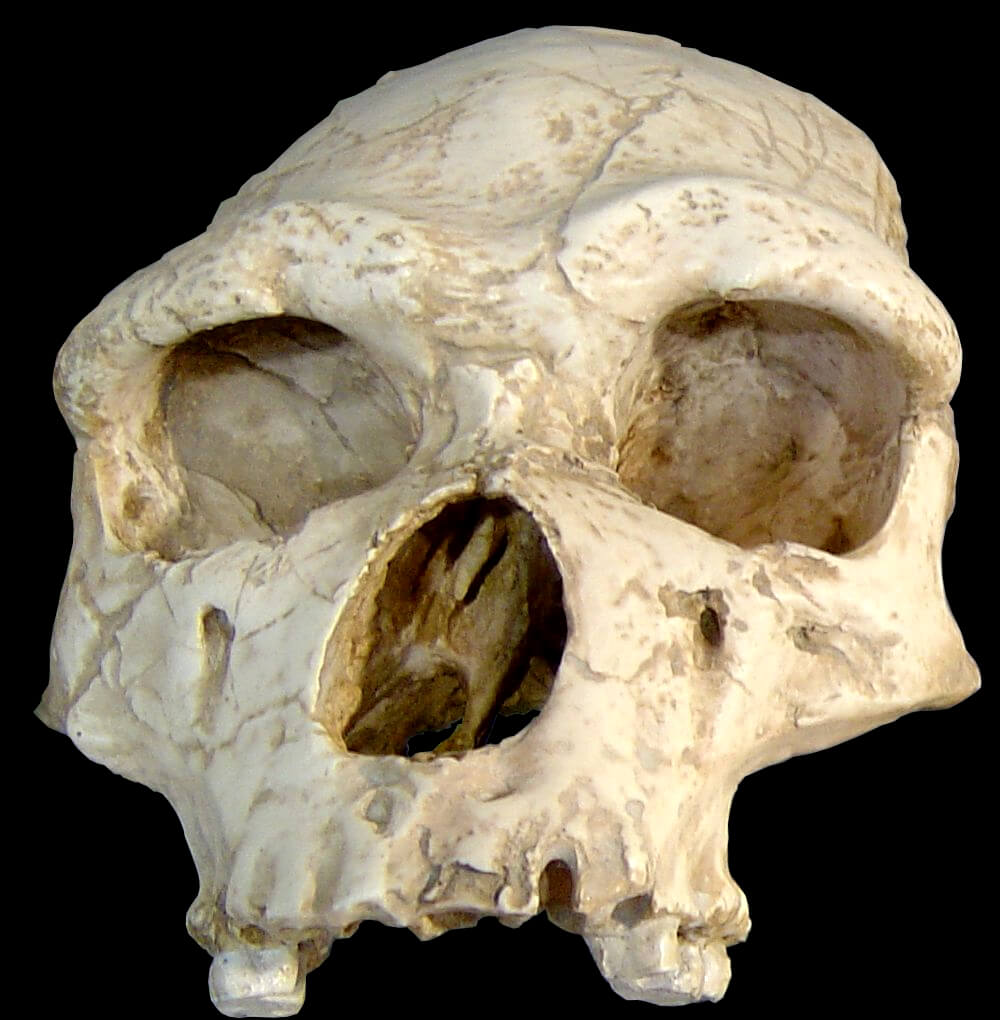
de Tautavelmens

De vroegpaleolithische periode zag de eerste menselijke bewoning van de regio. Stenen werktuigen ontdekt in Lézignan-la-Cèbe geven aan dat vroege mensen minstens 1,57 miljoen jaar geleden in Frankrijk aanwezig waren.
5 prehistorische vindplaatsen in Frankrijk dateren van 1 tot 1,2 miljoen jaar BP:
- het Bois-de-Riquet, in Lézignan-la-Cèbe, Hérault (1,2 Ma), ontdekt in 2008
- de grot van Vallonnet, in Roquebrune-Cap-Martin, Alpes-Maritimes (1,15 Ma), ontdekt in 1958
- Terre-des-Sablons, in Lunery-Rosières, Cher (1,15 Ma),
- Pont-de-Lavaud, in Éguzon-Chantôme, Indre (1,05 Ma),
- Pont-de-la-Hulauderie, in Saint-Hilaire-la-Gravelle, Loir-et-Cher (1 Ma).

Frankrijk bezit Oldowan (Abbevillien) en Acheulean- sites van vroege Homo- soorten, met name Homo erectus en Homo heidelbergensis. De Tautavelmens (Homo erectus tautavelensis) is een voorgestelde ondersoort van Homo erectus, waarvan de 450.000 jaar oude fossiele overblijfselen werden ontdekt in de Grotten van Arago in Tautavel.
De Grotte du Vallonnet bij Menton bevatte eenvoudige stenen werktuigen die dateren van 1 miljoen tot 1,05 miljoen jaar BP. Grotlocaties werden geëxploiteerd voor bewoning, maar de jager-verzamelaars van het paleolithicum bouwden mogelijk ook schuilplaatsen zoals die werden geïdentificeerd in verband met Acheuléen-gereedschappen in de Grotte du Lazaret en Terra Amata bij Nice. Opgravingen bij Terra Amata toonden sporen van de vroegst bekende beheersing van vuur in Europa, rond 400.000 BP.

### Middenpaleolithicum
Men denkt dat de neanderthalers al vóór 300.000 BP aanwezig waren, maar rond 30.000 BP zijn uitgestorven, vermoedelijk niet in staat om te concurreren met moderne mensen tijdens een periode van koud weer. Uit deze periode zijn talloze neanderthaler- of " Moustérien"-artefacten (genoemd naar de typeplaats van Le Moustier in de Dordogne) gevonden, sommige gemaakt met behulp van de Levalloistechniek, een kenmerkend type vuursteenbewerking ontwikkeld tijdens het vroegpaleolithicum, maar meestal geassocieerd met de neanderthaler-industrieën van het middenpaleolithicum.
In 1908 werden in La Chapelle-aux-Saints de eerste geïdentificeerde neanderthalerbegrafenissen ontdekt (daterend van 70 ka), en vervolgens in La Ferrassie in 1909. De identificatie van begrafenispraktijken bij neanderthalers leidde tot nieuwe inzichten over de capaciteit van neanderthalers om spirituele of metafysische overtuigingen te ontwikkelen.

### Laatpaleolithicum

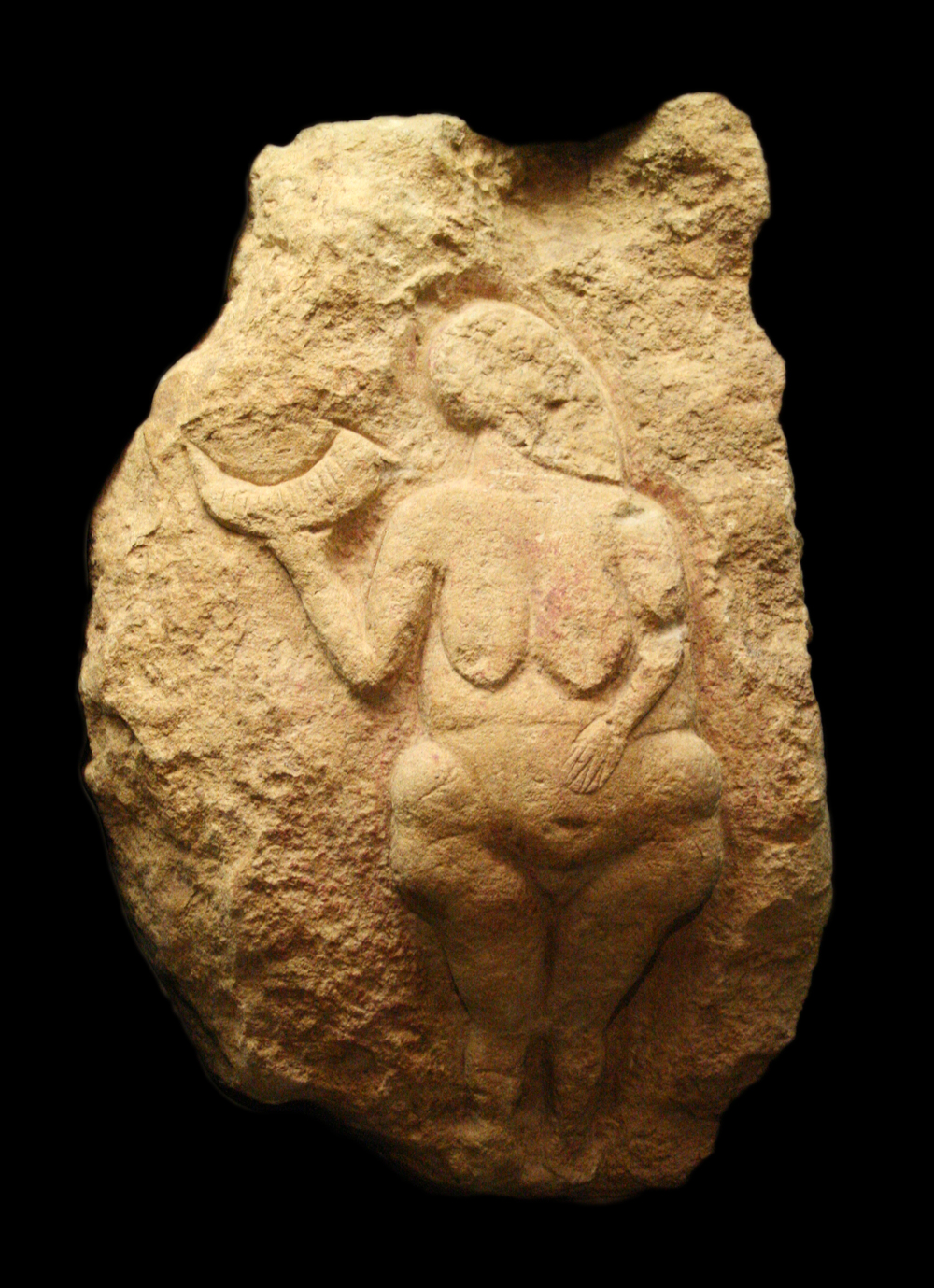
Venus van Laussel, Gravettiaanse cultuur, c. 23.000 v.Chr.

De vroegste indicatie van vroege moderne mensen (voorheen aangeduid als "cro-magnon") in Frankrijk is een reeks moderne menselijke tanden met stenen werktuigen uit de Néronien-industrie gevonden in Mandringrot, Malataverne in Frankrijk, gedateerd tussen 56.800 en 51.700 BP. Het Néronien is een van de vele met de moderne mens geassocieerde industrieën die worden geclassificeerd als een overgangsperiode tussen het midden- en laatpaleolithicum.
De Europese laatpaleolithische culturen zijn onderverdeeld in verschillende chronologische subgroepen (de namen zijn allemaal gebaseerd op Franse typeplaatsen, voornamelijk in de Dordogne-regio):
- Aurignacien (ca. 38.000 - 23.000 BP) - verantwoordelijk voor venusbeeldjes, grotschilderingen in de Chauvet-grot (voortgezet tijdens de Gravettien-periode)
- Périgordien (ca. 35.000 - 20.000 BP) - het gebruik van deze term staat ter discussie (de term impliceert dat de volgende subperioden een voortdurende traditie vertegenwoordigen)
  - Châtelperronien (ca. 39.000 - 29.000 BP) - cultuur afgeleid van de eerdere Mousteriaanse industrie, aangezien het gebruik maakte van Levallois-kernen en de periode vertegenwoordigt waarin neanderthalers en moderne mensen samen Europa bezetten
  - Gravettien (ca. 28.000 - 22.000 BP) - verantwoordelijk voor venusbeeldjes, grotschilderingen in de Grot van Cosquer
- Solutréen (ca. 22.000 - 17.000 BP)
- Magdalénien (ca. 17.000 - 10.000 BP) – vermoedelijk verantwoordelijk voor de grotschilderingen in Pech Merle (in de Lot in de Languedoc, daterend uit 16.000 v.Chr.), Lascaux (gelegen nabij het dorp Montignac, in de Dordogne, daterend uit tot ergens tussen 13.000 en 15.000 v.Chr., misschien wel tot 25.000 v.Chr.), de grot van Trois-Frères en de grot van Rouffignac, ook wel bekend als de grot van de honderd mammoeten.

## Mesolithicum

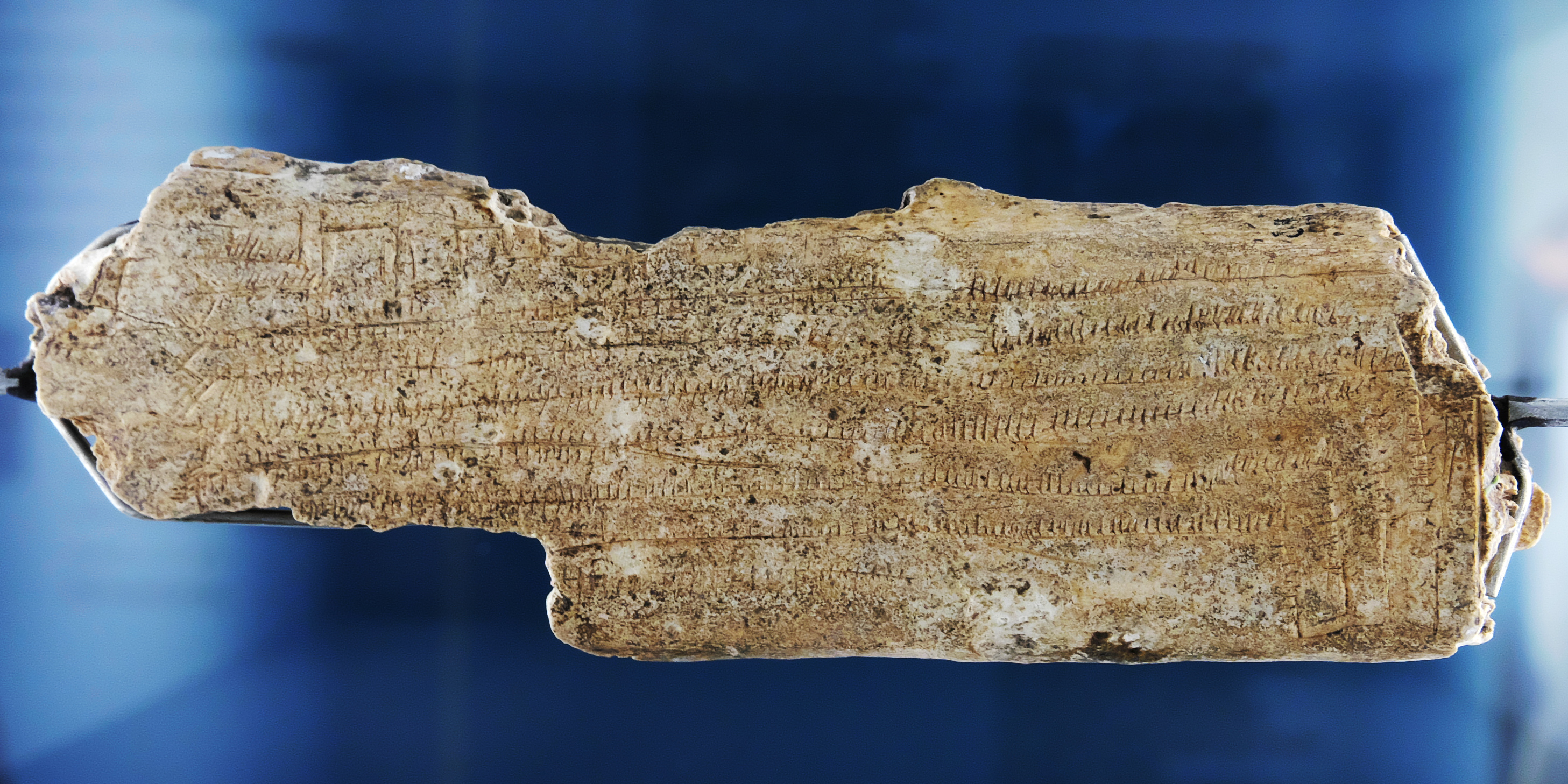
gekerfd bot van Thais, Azilien, ca. 10.000 v.Chr..

Het Magdalénien evolueerde van het paleolithicum tot het mesolithicum. Het vroege mesolithicum, of Azilien, begon ongeveer 14.000 jaar geleden in Noord-Spanje en Zuid-Frankrijk. Dit was eerder dan in andere delen van West-Europa, waar het mesolithicum 11.500 BP begon, aan het begin van het Holoceen. Het eindigde met de introductie van de landbouw.
Het Azilien van het Laatste Glaciale Maximum bestond naast vergelijkbare vroege Europese mesolithische culturen zoals de Tjongercultuur van Noordwest-Europa, de Ahrensburgcultuur van Noord-Europa en het Swiderien van Noordoost-Europa, die allemaal het Federmesser-complex opvolgden. De cultuur werd opgevolgd door het Sauveterrien in Zuid-Frankrijk en Zwitserland, het Tardenoisien in Noord-Frankrijk, en de Maglemosecultuur in Noord-Europa.

## Neolithicum

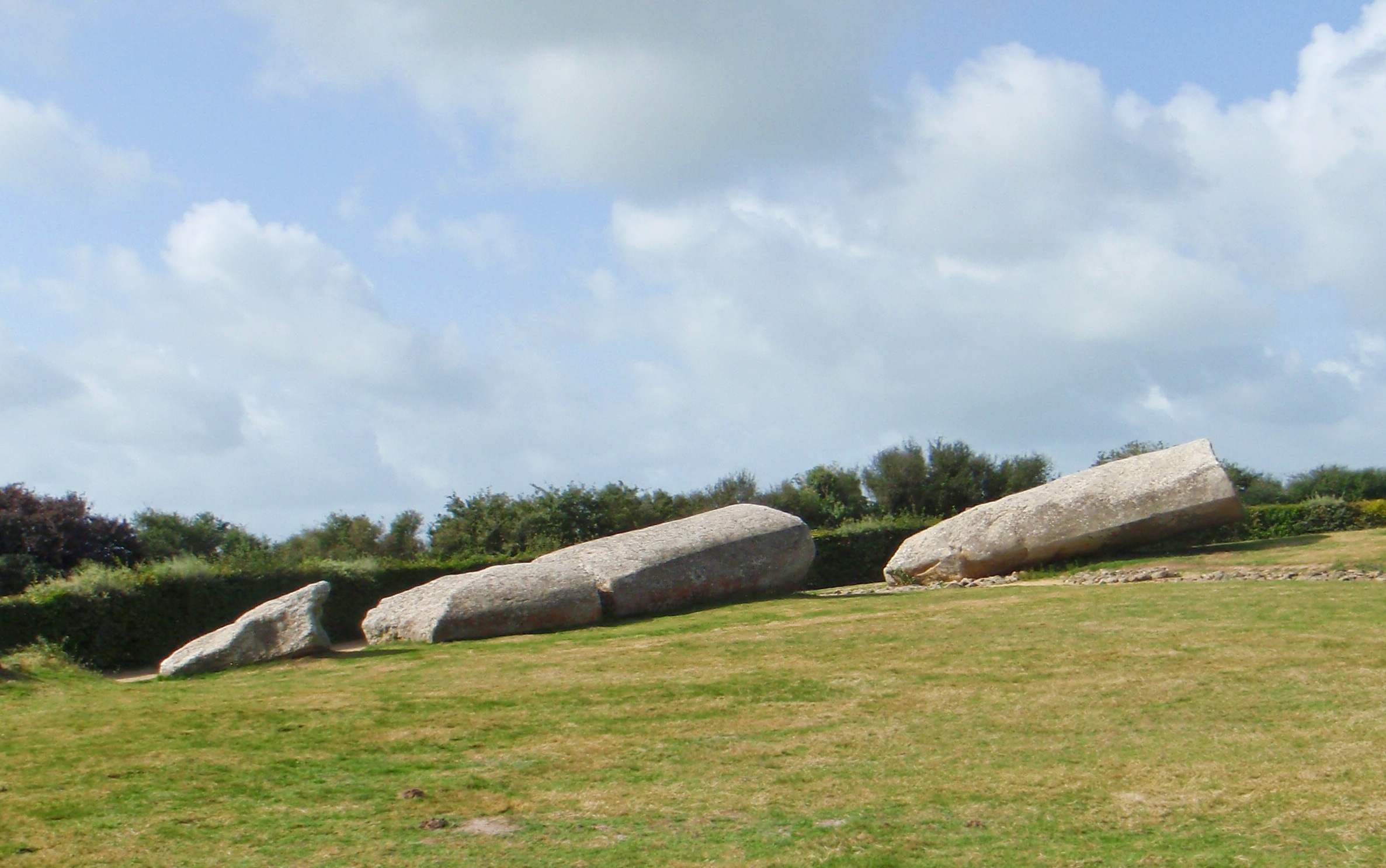
De gebroken menhir van Er Grah, 4500 v.Chr.. Oorspronkelijk 20,6 m hoog

De neolithische periode in Noord-Europa duurde van ca. 5000 tot 2000 v.Chr. Ze werd gekenmerkt door de aanname van landbouw, de ontwikkeling van aardewerk en nieuwe werktuigen, en de groei van grotere, complexere maatschappijen. Ze begon met een migratie uit Zuidwest-Azië naar heel Europa, van de Egeïsche Zee tot Groot-Brittannië.
Veel Europese neolithische groepen deelden basiskenmerken, zoals het leven in kleinschalige familiegemeenschappen, het gebruik van gedomesticeerde planten en dieren aangevuld met het verzamelen van wild plantaardig voedsel en de jacht, en het produceren van handgevormd aardewerk. Archeologische vindplaatsen uit het neolithicum in Frankrijk omvatten artefacten uit de bandkeramische cultuur (5500 - 4500 v.Chr.), de Rössencultuur (4500 - 4000 v.Chr.), en de Chasseycultuur (4.500 - 3.500 v.Chr.).
De Armoricaanse cultuur en Cernycultuur van het Noord-Franse neolithicum waren gebaseerd op de La Hoguette/Cardiaal-impresso-cultuurtradities, met invloeden van de bandkeramische cultuur en het Limburg-aardewerk.
Uit het neolithicum dateren ook de in heel Frankrijk gevonden megalithische monumenten, zoals dolmens, menhirs, steencirkels en kamergraven, waarvan het grootste aantal zich in de regio's Bretagne en Auvergne bevindt.

## Kopertijd

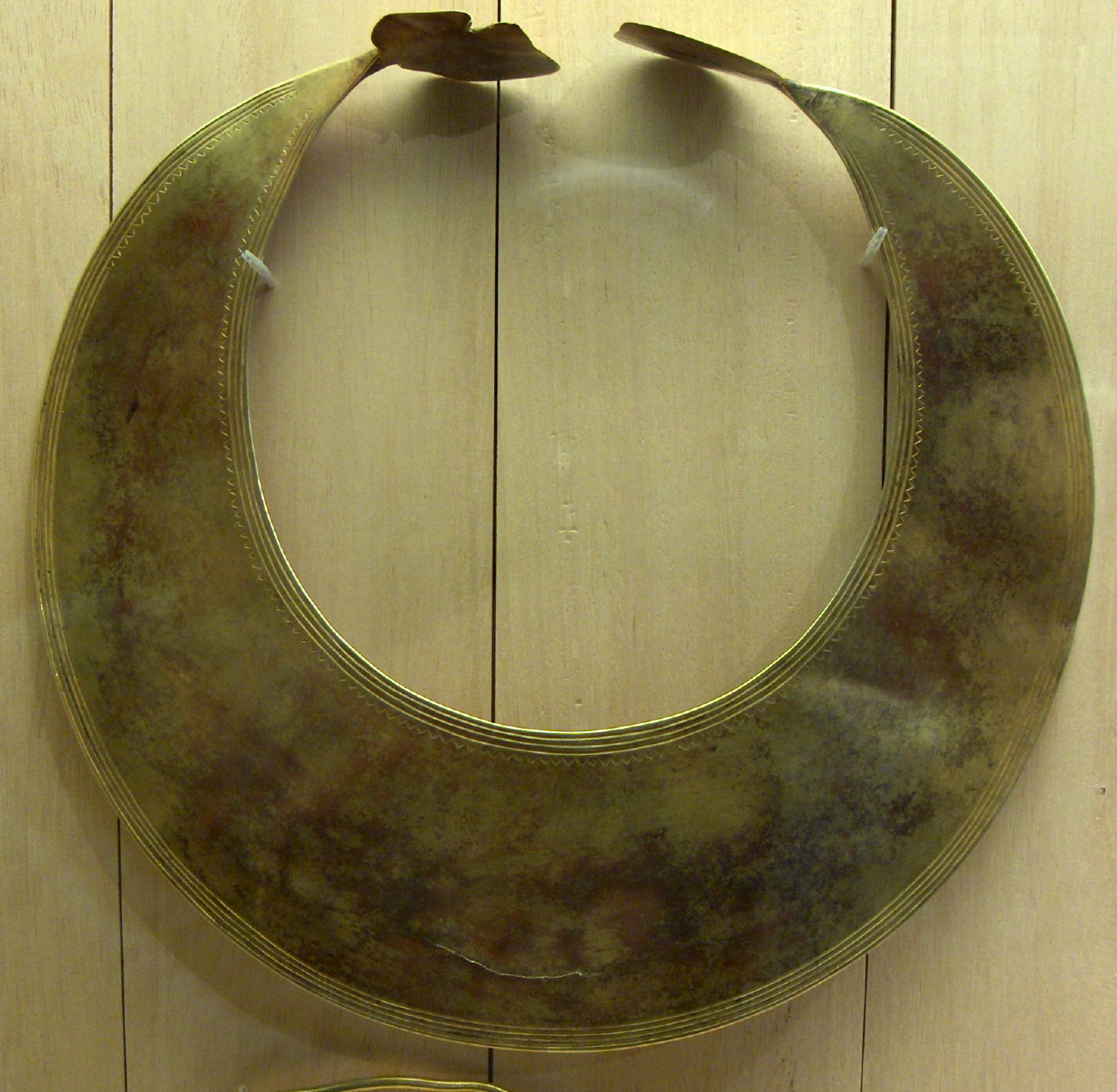
Gouden lunula, Bretagne, klokbekercultuur

Tijdens de kopertijd, een overgangsperiode van het neolithicum naar de bronstijd, toont Frankrijk de aanwezigheid van o.a. de Seine-Oise-Marnecultuur en de klokbekercultuur.
De Seine-Oise-Marnecultuur (c. 3.100 tot 2.400 v.Chr.) was de laatste cultuur van het neolithicum in Noord-Frankrijk rond de rivier de Oise en de rivier de Marne. Ze is het meest bekend om haar megalithische graftombes met een patrijspoortplaat die de ingang scheidt van de hoofdgrafkamer. In de krijtvallei van de Marne werden in de rotsen uitgehouwen graven gemaakt volgens een soortgelijk ontwerp. In het zuidoosten bouwden andere uit de Chasséencultuur voortgekomen groepen ook megalithische monumenten.
Vanaf rond 2600 v.Chr. ontwikkelde zich in de Dordogne de Artenaccultuur. Gewapend met karakteristieke pijlen namen ze tegen 2400 v.Chr. heel Atlantisch Frankrijk en België over, en vestigden nabij de Rijn een grens met de, waarschijnlijk al Indo-Europese, touwbekercultuur die meer dan een millennium stabiel zou blijven.
De klokbekercultuur (c. 2800 -1900 v.Chr.) was een wijdverbreid fenomeen dat zich in het derde en vroege tweede millennium v.Chr. over een groot deel van Frankrijk en Europa uitbreidde.

## Bronstijd

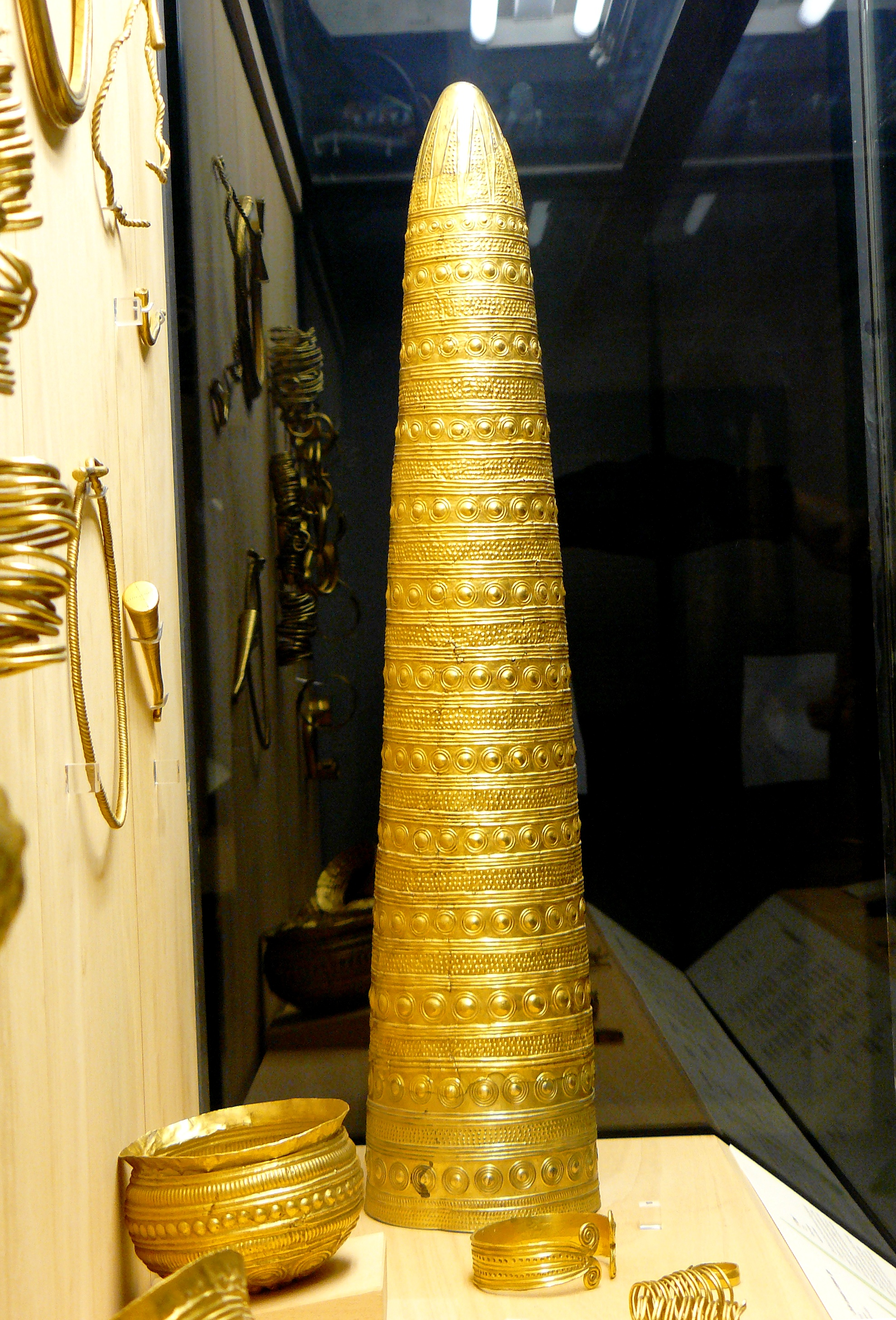
Gouden hoed van Avanton, Grafheuvelcultuur, 1400 v.Chr

Volgens de Koerganhypothese verspreidden Indo-Europese talen zich in de bronstijd over Europa. De cultuur van de koerganen staat ook bekend als de Jamnacultuur. Recente resultaten van archeogenetica hebben dit in verband gebracht met genetische vooroudercomponenten van de Westelijke Steppe-Herders, en het was mogelijk de migraties van deze mensen door heel Europa te reconstrueren, gerelateerd aan de komst van de Jamna- en touwbekerculturen.
De archeologische culturen van de bronstijd in Frankrijk omvatten de klokbekercultuur (c. 2800 -1900 v.Chr.) van de overgangsperiode, de Rhônecultuur uit de vroege bronstijd (c. 2300 -1600 vC) en de Armoricaanse grafheuvelcultuur (c. 2200 -  1400 v.Chr.), de midden-bronstijd grafheuvelcultuur (c. 1600 -1200 vC), en de late Atlantische bronstijd (ca. 1300 -  700 v.Chr.) en urnenveldencultuur (c. 1300 - 800 v.Chr.).
Aangenomen wordt dat de vindplaatsen uit de vroege bronstijd in Bretagne (Armoricaanse grafheuvelcultuur) ontstonden uit klokbekerwortels, met enige invloed van de Wessexcultuur en de Úněticecultuur. De urnenveldencultuur was een van oorsprong Midden-Europese cultuur van de late bronstijd, met vele plaatselijke varianten. De urnenveldenperiode zag een dramatische toename van de bevolking in de regio, waarschijnlijk als gevolg van innovaties in technologie en landbouwpraktijken.

## IJzertijd
De verspreiding van ijzerbewerking door de Proto-Scythische steppenvolkeren, zichtbaar in de Thraco-Cimmerische vondsten, leidde tot de ontwikkeling van de Hallstattcultuur (c. 700 - 500 v.Chr.) rechtstreeks uit de urnenveldencultuur. Het Proto-Keltisch, de laatste gemeenschappelijke voorouder van alle bekende Keltische talen, wordt algemeen beschouwd als gesproken in de tijd van de late urnenvelden- of vroege Hallstattculturen in het begin van het 1e millennium v.Chr.
De Hallstattcultuur werd zonder duidelijke onderbreking opgevolgd door de La Tènecultuur, onder aanzienlijke invloed van de Griekse en Etruskische beschavingen. De La Tènecultuur ontwikkelde en bloeide tijdens de late ijzertijd (450 v.Chr. tot de Romeinse verovering in de 1e eeuw v.Chr.) in Oost-Frankrijk, Zwitserland, Oostenrijk, Zuidwest-Duitsland, Tsjechië en Hongarije. Ook vestigden zich in deze periode Grieken en Feniciërs in Zuid-Frankrijk (c. 600 v.Chr.).
Tegen de 2e eeuw v.Chr. werd Keltisch Frankrijk door de Romeinen Gallië, en de mensen Galliërs genoemd. De mensen in het noorden (het huidige België) werden Belgae genoemd, en waren mogelijk een mengeling van Keltische en Germaanse elementen. De volkeren in het zuidwesten van Frankrijk, welke een aan het Baskisch gerelateerde taal spraken, werden door de Romeinen de Aquitani genoemd.